# Paul Fildes
Paul Gordon Fildes est un pathologiste, microbiologiste et bactériologiste britannique. Né le 10 février 1882 à Londres, il y est décédé le 5 février 1971.

## Biographie
Fils de Luke Fildes, il étudie la chirurgie au Trinity College de Cambridge (1904) puis travaille comme chirurgien lieutenant-commandant dans la Royal Navy et dans un hôpital de la marine (1915-1919). Il rejoint ensuite le Medical Research Council et est nommé chef de l'unité de chimie bactérienne. Il effectue alors d'importants travaux sur les sulfamides (avec Donald D. Woods), sur l'hémophilie et la syphilis.
Pendant la Seconde Guerre mondiale, il travaille dans la base secrète de Porton Down comme chef des études sur les armes chimiques. Il participe, en outre, à l'assassinat de Reinhard Heydrich à Prague. Il assiste aussi aux essais d'anthrax sur l'île Gruinard et pratique des autopsies sur les corps des moutons exposés pour déterminer s'ils sont morts en conséquence directe de l'empoisonnement à l'anthrax. En 1942, il supervise les premières tentatives du Royaume-Uni de développement des armes biologiques. Ses travaux permettent ainsi d'inventer la première bombe à anthrax. Pour la développer, il fait appel aux États-Unis pour produire la bombe à grande échelle et s'installe à Washington (novembre 1942). Il travaille ensuite à un vaste plan de bombardement de l'Allemagne mais la fin de la guerre ne permet pas son exécution. Il continue malgré tout ensuite ses recherches sur les armes biologiques.
Il reçoit en 1963 la médaille Copley pour ses travaux.

## Œuvres
- Haemophilia (avec William Bulloch) (1911)
- Syphilis from the Modern Standpoint (avec James McIntosh) (1911)
- A report upon the seasonal outbreak of cerebro-spinal fever in the Navy at Portsmouth, 1916-1917 (1918)
- An analysis of the results of Wassermann reactions in 1,435 cases of syphilis or suspected syphilis (1919)
- An investigation into the ultimate results of the treatment of syphilis with arsenical compounds (1919)
- Unsuspected involvement of the central nervous system in syphilis (1920)
- The Nature of Virus Multiplication (1923)
- Frederick William Twort, 1877-1950 (1951)
- Catalogue of the published reproductions of Luke Fildes's drawings (revised 1964) with a discussion of the methods used in the production of the printing woodblocks (1964)